# Niewidoczny Uniwersytet

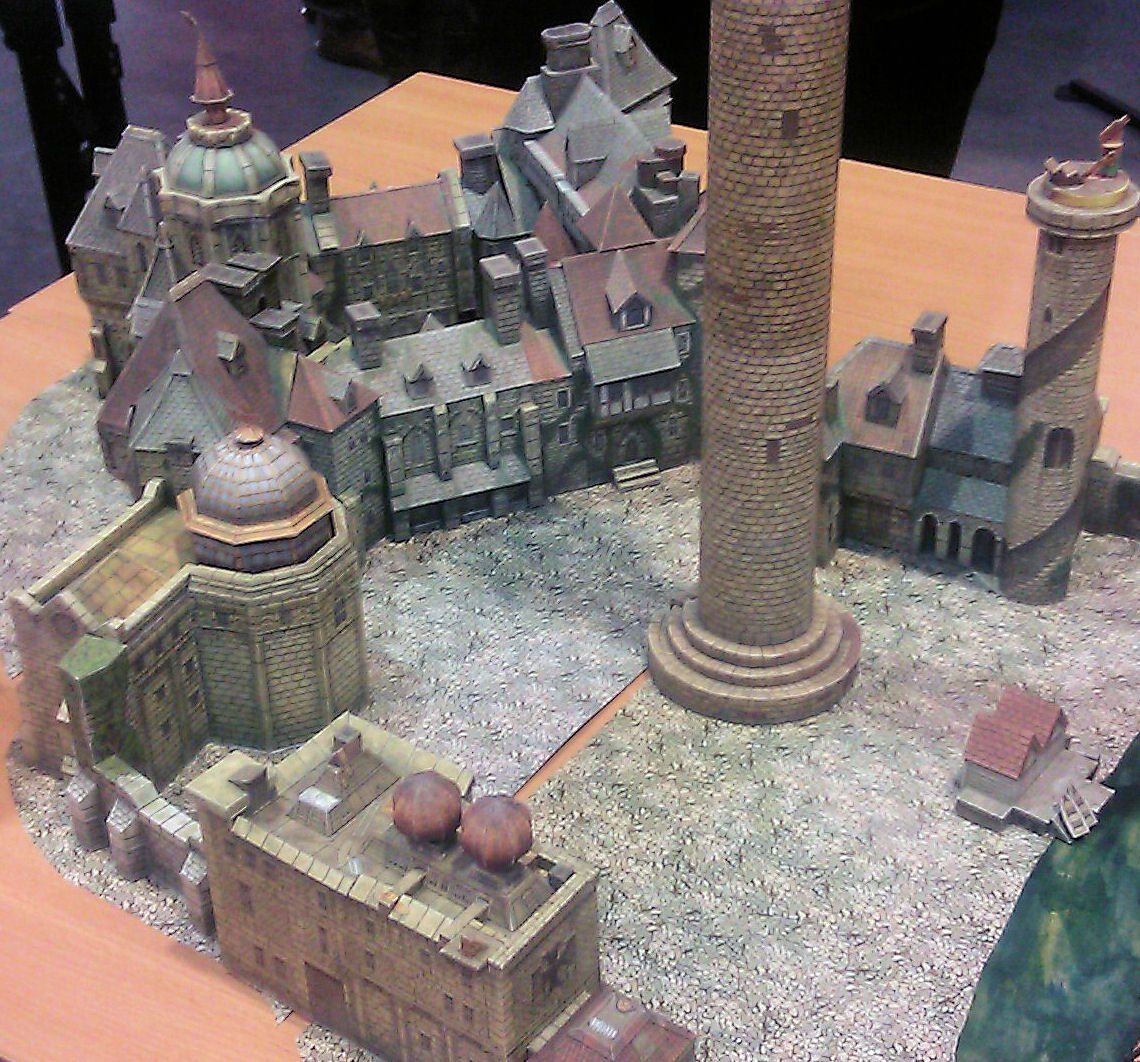
Makieta Niewidocznego Uniwersytetu

Niewidoczny Uniwersytet (ang. Unseen University) – największa uczelnia magiczna w fikcyjnym świecie stworzonym przez Terry’ego Pratchetta – Świecie Dysku, mieszcząca się w Ankh-Morpork. Z uniwersytetu tego pochodzą prawie wszyscy magowie.
Nazwa uniwersytetu jest wzorowana na realnie istniejącym Invisible College, z którego wywodzi się brytyjskie Royal Society.
Dewizą Niewidocznego Uniwersytetu jest: Nunc id Vides, Nunc ne Vides (łac. „Teraz widzisz, a teraz nie”).

## Ważniejsi magowie
1. Nadrektor Mustrum Ridcully – najwyższy stopniem mag na Uniwersytecie. Człowiek prosty, bezpośredni, czasem wręcz szorstki, lecz inteligenty. W przeciwieństwie do większości magów, wiedzie bardzo aktywny styl życia. Lubi polować na  praktycznie wszystkie żyjące gatunki zwierząt lądowych, powietrznych i wodnych. Jego sposobem zarządzania uczelnią jest nie interesowanie się problemami dopóki ktoś nie zwraca na nie jego uwagi co najmniej dwie minuty, w innych przypadkach uważa, że nie powinno się mu przeszkadzać. Uwielbia sporty, jest wiecznie rześki i zdrowy, a choroby u innych uważa za lenistwo. Często nosi przy sobie butelkę brandy lub kuszę.
2. Dziekan – mag skupiony głównie na jedzeniu, i udawaniu, że robi coś innego. Łatwo obraża się na innych. Ostatnio odszedł z zespołu by założyć własny uniwersytet za miastem. Na imię ma Henry.
3. Pierwszy Prymus – Główny Filozof. Poza tym jak wyżej.
4. Kierownik studiów nieokreślonych – ma dużo wolnego czasu, bo nikt nie wie, czym właściwie się zajmuje.
5. Wykładowca run współczesnych – mimo tytułu zajmuje się głównie kłóceniem z innymi magami.
6. Kwestor (dr A.A. Dinwiddie) – dawniej zwyczajny człowiek, teraz zupełnie stracił zmysły (przy nieświadomej pomocy nadrektora). Przeżyć pozwalają mu tylko pigułki z suszonej żaby, sprawiające, że ma halucynacje, że jest normalny. Na stanowisku utrzymuje go jedynie niesamowity zmysł matematyczny, z którego jednak rzadko korzysta.
7. Myślak Stibbons – najmłodszy z wykładowców na NU. Razem ze Skazzem, Wielkim Wariatem Drongo i studentami stworzył myślącą maszynę uniwersytecką, czyli HEX-a (który jest tak inteligentny, że sam się zaczął przebudowywać). Poza tym Myślak jest chyba jedynym profesorem, który cokolwiek wykłada.
8. Bibliotekarz (dawniej prawdopodobnie dr Horacy Worlbehat) – dawno temu potężna eksplozja thaumiczna w trzewiach Biblioteki zmieniła go w orangutana, co pozwala lepiej wykonywać mu swoją pracę. Nowy kształt spodobał mu się tak bardzo, że zniszczył część archiwów, by nie było możliwe odwrócenie zaklęcia przez wypowiedzenie jego nazwiska.
9. Rincewind – początkowo zastępca bibliotekarza, potem, dzięki licznym podróżom, mianowany profesorem nadzwyczajnym okrutnej i niezwykłej geografii. Jeszcze później obarczono go następnymi tytułami, katedrami i stanowiskami, które uniwersytet musiał obsadzić. Są to: kierownik Katedry Eksperymentalnej Sprzyjalności Szczęścia, wykładowca dynamiki spamowodzi, nauczyciel metaloplastyki, kierownik Katedry Publicznych Nieporozumień, profesor antropologii wirtualnej i wykładowca przybliżonej precyzji. Ma zakaz kontaktowania się ze studentami i nauczania czegokolwiek. Nazywa się Maggusem przez 2 „g”.
10. Windle Poons – za życia niczym szczególnym się nie wyróżniał, po śmierci prowadził ożywioną działalność, wspomagając walkę ze Stworami z Piekielnych Wymiarów (Kosiarz)

## Poprzedni nadrektorowie
1. Alberto Malich (Mort) - założyciel Niewidocznego Uniwersytetu, podczas życia na Dysku był najpotężniejszym magiem; w czasie trwania akcji powieści Świata Dysku jest kucharzem i służącym Śmierci. Próbował odprawić od tyłu rytuał Ashk-Ente, który zazwyczaj ma przywoływać Śmierć, ale w tym przypadku chodziło o to, aby nigdy nie przyszła. Zamiast tego Albert przeniósł się do Domeny Śmierci (domu Mrocznego Kosiarza). Pozostał tam, gdyż uznał, że „Życie to nawyk, z którym trudno zerwać.” W Domenie przebywa już 2000 lat, jednak nie zestarzał się nawet o dzień, ponieważ czas tam nie płynie. W „Morcie” wybrał się do Niewidocznego Uniwersytetu, gdzie zniszczył starą statuę, na której studenci ciągle się podpisywali, a co niektórzy załatwiali swoje potrzeby fizjologiczne. Po tym wyczynie zostało mu tylko dziewięćdziesiąt jeden dni, trzy godziny i pięć minut życia. W „Muzyce duszy” chciał odnaleźć Śmierć, który zagubił się na Dysku, jednak rabuś rozbił jego Klepsydrę. Zostało mu już tylko pięć sekund i aby przeżyć musi mieszkać tylko w Domenie.
2. Nadrektor Bowel
3. Galder Weatherwax (Kolor magii, Blask fantastyczny)
4. Ymper Trymon (Blask fantastyczny)
5. Cutangle (Równoumagicznienie)
6. Virrid Wazygoose (Czarodzicielstwo)
7. Coin Rudy (Czarodziciel) (Czarodzicielstwo)
8. Ezrolith Churn (Eryk)
9. Mustrum Ridcully (Ruchome obrazki)

## Powiązane części cyklu

### Świat Dysku
- Kolor magii
- Blask fantastyczny
- Równoumagicznienie
- Mort
- Czarodzicielstwo
- Eryk
- Ruchome obrazki
- Kosiarz
- Panowie i damy
- Muzyka duszy
- Ciekawe czasy
- Ostatni kontynent
- Niewidoczni Akademicy
- Ostatni bohater

### Materiały pomocnicze
- Nauka Świata Dysku
- Nauka Świata Dysku II: Glob